# Draculo shango
Draculo shango es una especie de peces de la familia Callionymidae en el orden de los Perciformes.

## Morfología
• Los machos pueden llegar alcanzar los 2,5 cm de longitud total.

## Hábitat
Es un pez de mar y de clima tropical y demersal que vive entre 0-3 m de profundidad.

## Distribución geográfica
Se encuentra en Nigeria y el Camerún.

## Observaciones
Es inofensivo para los humanos